# Lista dos reis da Suméria

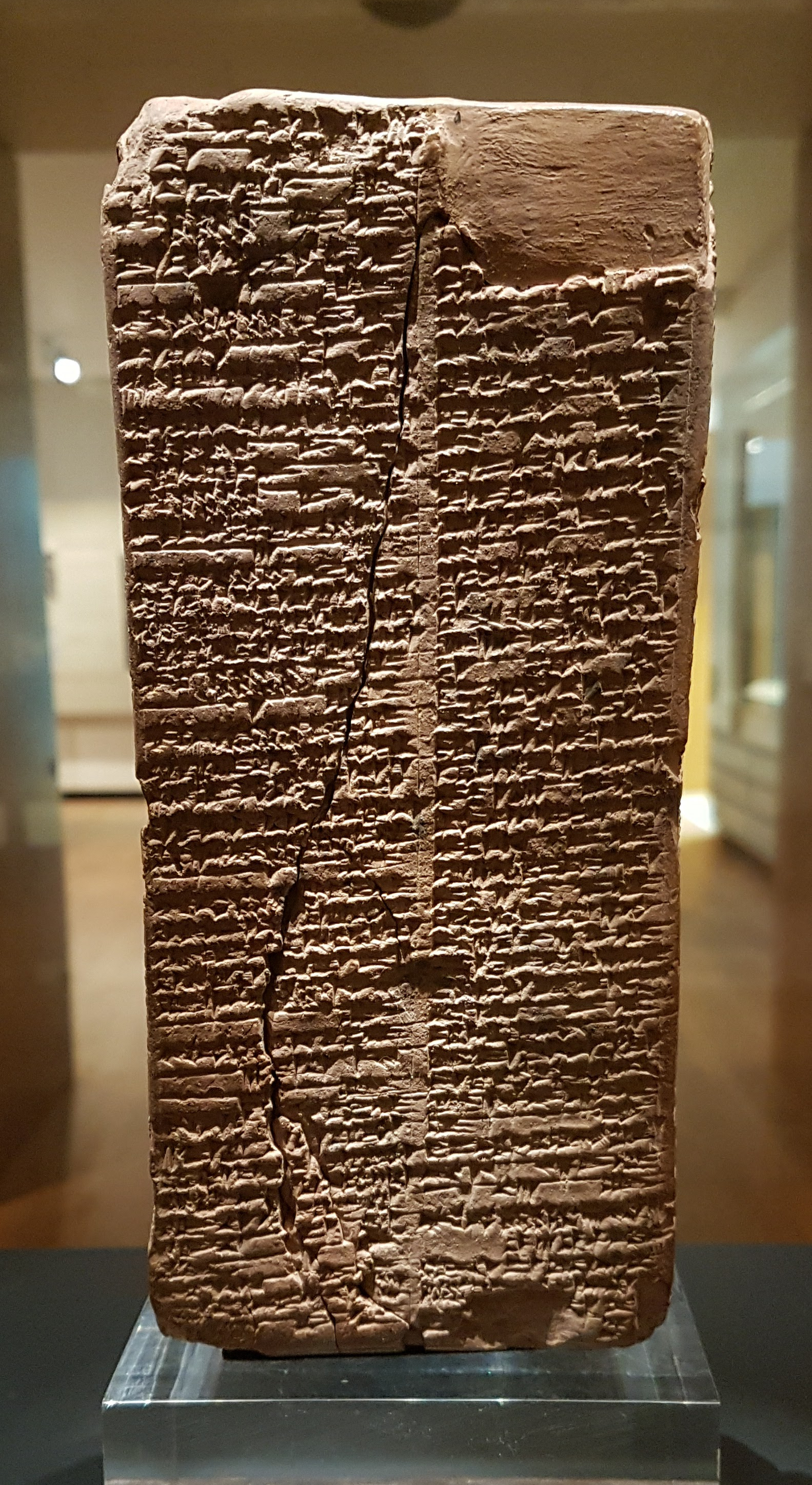
Prisma Weld-Blundell listando os reis da Suméria e de Larsa por volta de atualmente no Iraque.

A Lista de reis da Suméria é um texto antigo escrito na língua suméria que lista os reis da Suméria a partir da dinastia sumeriana, estendendo-se a dinastias estrangeiras, sendo que as listas de reis babilônios e assírios posteriores eram parecidas.
A lista registrava o local da realeza e governantes "oficiais", bem como o período de seus governos. Acreditava-se que o direito de majestade era concedido pelos deuses e que podia ser passado de uma cidade a outra. É possível que alguns dos reis presentes na lista fossem puramente mitológicos. A duração de alguns reinados é demasiado longa em muitos dos casos. Houve muitos outros monarcas a governar suas próprias cidades sem, contanto, ganhar o título de realeza "oficial". A lista menciona uma única mulher como governante: Cugue-Bau de Quis, a guardiã da taverna, que reinou por 100 anos.[carece de fontes?]

## Lista

### Protodinástico I, reis anteriores ao dilúvio e lendários
Os reis antediluvianos, lendários ou anteriores ao século XXVI a.C.. Seus reinados eram medidos em sars —períodos de 3600 anos— a seguinte unidade até 60 no sistema sumério (3600=60x60), e em ners —unidades de 600.
| Rei | Duração de reinado                                                               | Comentários                                        |
| --- | -------------------------------------------------------------------------------- | -------------------------------------------------- |
| Depois que a realeza desceu dos céus, ela esteve em Eridugue. Em Eridugue, Alulim tornou-se rei e governou 28.800 anos. |                                                                                  |                                                    |
| Alulim | 8 sars (28.800 anos, de 454.600 até o ano de 388.800, antes do dilúvio)          |                                                    |
| Alalgar | 10 sars (36.000 anos, de 388.800 até o ano de 316.800, antes do dilúvio)         |                                                    |
| Então Eridugue foi derrotado e o reinado foi tomado por Bad-Tibira.                                                     |                                                                                  |                                                    |
| Enmenluana | 12 sars (43.200 anos, de 316.800 até o ano de 244.800, antes do dilúvio)         |                                                    |
| Enmengalana | 8 sars (28.800 anos, de 244.800 até o ano de 223.200, antes do dilúvio)          |                                                    |
| Dumuzi, o pastor | 10 sars (36.000 anos, de 223.200 até o ano de 201.600, antes do dilúvio)         |                                                    |
| Então Bad-Tibira foi derrotado e o reinado foi tomado por Laraque                                                       |                                                                                  |                                                    |
| Ensipadezidana | 8 sars (28.800 anos, de 201.600 até o ano de 172.800, antes do dilúvio)          |                                                    |
| Então Laraque foi derrotado e o reinado foi tomado por Zimbir                                                           |                                                                                  |                                                    |
| Enmendurana | 5 sars e 5 ners (21.000 anos, de 172.800 até o ano de 136.800, antes do dilúvio) |                                                    |
| Então Zimbir foi derrotado e o reinado foi tomado por Surupaque                                                         |                                                                                  |                                                    |
| Ubara-Tutuquim | 5 sars e 1 ner (18.600 anos, de 136.800 até o ano de 64.800, antes do dilúvio)   |                                                    |
| Sucurlã | 28.800 anos, de 64800 até o ano de 36.000, antes do dilúvio                      |                                                    |
| Zinsudu ou Ziusudra | 36.000 até o dilúvio                                                             | Conhecido como o "Noé sumério".[carece de fontes?] |
| Então a enchente passou                                                                                                 |                                                                                  |                                                    |

### Protodinástico II (reis mitológicos), ca.século XXIX a.C.-XXVII a.C.
Muitos reis conhecidos por inscrições contemporâneas não são encontrados na lista de reis sumérios. Como veremos abaixo, o dilúvio aconteceu em 2 900 a.C..

#### Primeira dinastia deQuis
| Rei                                                                                    | Duração de reinado | Comentários |
| -------------------------------------------------------------------------------------- | ------------------ | --- |
| "Depois do dilúvio ter terminado, e a realeza haver descido do céu, ela passou a Quis" |                    | |
| Culassinabel                                                                           | 960 anos           | |
| Nangislisma                                                                            | 670 anos           | |
| Entarana                                                                               | 420 anos           | |
| Babum                                                                                  | 300 anos           | |
| Puanum                                                                                 | 840 anos           | |
| Calibum                                                                                | 960 anos           | |
| Calumum                                                                                | 840 anos           | |
| Zucaquipe                                                                              | 900 anos           | |
| Atabe                                                                                  | 600 anos           | |
| Masda                                                                                  | 840 anos           | Filho de Atabe.                                                                                                   |
| Aruium                                                                                 | 720 anos           | Filho de Masda.                                                                                                   |
| Etana                                                                                  | 1500 anos          | Considerado o pastor que subiu ao céu e consolidou todos os reinos estrangeiros.                                  |
| Balí                                                                                   | 400 anos           | Filho de Etana.                                                                                                   |
| Enmenuna                                                                               | 660 anos           | |
| Melenquis                                                                              | 900 anos           | Filho de Enmenuna.                                                                                                |
| Barsalnuna                                                                             | 1200 anos          | Filho de Enmenuna.                                                                                                |
| Zamugue                                                                                | 140 anos           | Filho de Barsalnuna.                                                                                              |
| Tizicar                                                                                | 305 anos           | Filho de Zamugue.                                                                                                 |
| Ilcu                                                                                   | 900 anos           | |
| Iltasadum                                                                              | 1200 anos          | |
| Enmebaragesi                                                                           | 900 anos           | Era o governante mais antigo da lista que se confirma independentemente da evidência epigráfica. Conquistou Elão. |
| Aga                                                                                    | 625 anos           | |
| Então Quis foi derrotado e o reinado foi tomado por Eana.                              |                    | |

#### Primeira dinastia deUruque
Outros soberanos desta dinastia conhecidos por inscrições não constam nas listas de reis.
| Rei                                                                | Duração de reinado | Comentários                                                                            |
| ------------------------------------------------------------------ | ------------------ | -------------------------------------------------------------------------------------- |
| Mesquianguegaser                                                   | 324 anos           | "Filho de Utu". Foi ao mar e desapareceu.                                              |
| Enmercar (ou Ninrude)                                              | 420 anos           | Fundou Unugue.                                                                         |
| Lugalbanda                                                         | 1200 anos          |                                                                                        |
| Dumuzide, o Pescador                                               | 100 anos           | Uma nova tradução foi feita, que troca Enmebaragesi como aquele que capturou Dumuzide. |
| Gilgamés                                                           | 840 anos           | Seu pai foi um fantasma. Batalhou com Aga de Quis.                                     |
| Ur-Nungal                                                          | 30 anos            | Filho de Gilgamés.                                                                     |
| Udul-Calama                                                        | 15 anos            | Filho de Ur-Nungal.                                                                    |
| Labasum                                                            | 9 anos             |                                                                                        |
| Enuntarana                                                         | 8 anos             |                                                                                        |
| Mese, o ferreiro                                                   | 36 anos            |                                                                                        |
| Melemana                                                           | 6 anos             |                                                                                        |
| Lugalquitum                                                        | 36 anos            |                                                                                        |
| Então Unugue (Uruque) foi derrotado e a realeza passou a Urim (Ur) |                    |                                                                                        |

#### Primeira Dinastia de Ur
| Rei                                                     | Duração de reinado | Comentários |
| ------------------------------------------------------- | ------------------ | ----------- |
| Isso posiciona o dilúvio em 21 767 a.C..                |                    |             |
| Mesanepada                                              | 80 anos            |             |
| Mesquianguenana I                                       | 36 anos            |             |
| Elulu                                                   | 25 anos            |             |
| Balulu                                                  | 36 anos            |             |
| Então Urim (Ur) foi derrotada e a realeza passou a Avã. |                    |             |

### Protodinástico III

#### Dinastia de Avã
| Rei                                                                                              | Duração de reinado | Comentários |
| ------------------------------------------------------------------------------------------------ | ------------------ | ----------- |
| A primeira dinastia de Lagas é conhecida pelas inscrições, mas não se encontra na lista de reis. |                    |             |
| Três reis de Avã                                                                                 | 356 anos           |             |
| Então Avã foi derrotado e a realeza passou a Quis.                                               |                    |             |

#### Segunda dinastia de Quis
| Rei                                                   | Duração de reinado | Comentários |
| ----------------------------------------------------- | ------------------ | ----------- |
| Susuda                                                | 201 anos           |             |
| Dadasigue                                             | 81 anos            |             |
| Mamagal                                               | 360 anos           |             |
| Calbum                                                | 195 anos           |             |
| Tuge                                                  | 360 anos           |             |
| Menuna                                                | 180 anos           |             |
| Hansola                                               | 290 anos           |             |
| Perrocungue                                           | 360 anos           |             |
| Então Quis foi derrotado e a realeza passou a Hamazom |                    |             |

#### Dinastia de Hamazom
| Rei | Duração de reinado | Comentários |
| --- | ------------------ | ----------- |
| Hadanis | 360 anos           |             |
| "Então Hamazom foi derrotada e a realeza passou a Unugue (Uruque)". De onde rompeu a ligação que as uniam. |                    |             |

#### Segunda dinastia deUruque
| Rei                                                                 | Duração de reinado | Comentários |
| ------------------------------------------------------------------- | ------------------ | --- |
| Ensacansana                                                         | 60 anos            | Disse ter conquistado partes da Suméria. Então, Eanatum de Lagas afirma ter assumido a Suméria, Quis e toda a Mesopotâmia. |
| Lugalure ou Lugalquinisedudu                                        | 120 anos           | Contemporâneo de Entemena de Lagas.                                                                                        |
| Argandea                                                            | 7 anos             | |
| Então Unugue (Uruque) foi derrotada e a realeza passou a Urim (Ur). |                    | |

#### Segunda dinastia deUr
| Rei                                                       | Duração de reinado | Comentários |
| --------------------------------------------------------- | ------------------ | ----------- |
| Nani                                                      | 120 anos           |             |
| Mesquianguenuna II                                        | 48 anos            |             |
| ???????                                                   | 2 anos             |             |
| Então Urim (Ur) foi derrotada e a realeza passou a Adabe. |                    |             |

#### Dinastia deAdabe
| Rei                                                  | Duração de reinado | Comentários                                                                                  |
| ---------------------------------------------------- | ------------------ | -------------------------------------------------------------------------------------------- |
| Lugalanemundu                                        | 90 anos            | Disse ter conquistado toda a Mesopotâmia, desde o Golfo Pérsico até os Montes Zagros e Elão. |
| Então Adabe foi derrotada e a realeza passou a Mari. |                    |                                                                                              |

#### Dinastia deMari
| Rei                                                 | Duração de reinado | Comentários                              |
| --------------------------------------------------- | ------------------ | ---------------------------------------- |
| Ambu                                                | 31 anos            |                                          |
| Amba                                                | 17 anos            | Filho de Ambu.                           |
| Bazi                                                | 30 anos            | Conhecido como "o trabalhador em couro". |
| Zizi                                                | 20 anos            | Conhecido como "o mais cheio".           |
| Limer                                               | 30 anos            | Conhecido como "o padre 'gudugue'"       |
| Sarrumiter                                          | 9 anos             |                                          |
| Então Mari foi derrotada e a realeza passou a Quis. |                    |                                          |

#### Terceira dinastia de Quis
| Rei                                                      | Duração de reinado | Comentários |
| -------------------------------------------------------- | ------------------ | --- |
| Cuguebaba                                                | 100 anos           | Única mulher na lista de reis. Disse ter ganhado independência de Enanatum I de Lagas e Ensaguecusana de Uruque. Contemporâneo de Puzurnira de Aquesaque. |
| Então Quis foi derrotada e a realeza passou a Aquesaque. |                    | |

#### Dinastia deAquesaque
| Rei                                                      | Duração de reinado | Comentários                         |
| -------------------------------------------------------- | ------------------ | ----------------------------------- |
| Unzi                                                     | 30 anos            |                                     |
| Undalulu                                                 | 6 anos             |                                     |
| Urur                                                     | 6 anos             |                                     |
| Puzur-Nira                                               | 20 anos            | Contemporâneo de Cugue-Bau de Quis. |
| Isul                                                     | 24 anos            |                                     |
| Su-Sim                                                   | 7 anos             | Filho de Isul.                      |
| Então Aquesaque foi derrotada e a realeza passou a Quis. |                    |                                     |

#### Quarta dinastia de Quis
| Rei                                                            | Duração de reinado | Comentários                                                                          |
| -------------------------------------------------------------- | ------------------ | ------------------------------------------------------------------------------------ |
| Puzur-Sim                                                      | 25 anos            | Filho de Cugue-Bau.                                                                  |
| Urzababa                                                       | 400 (6?) anos      | Filho de Puzur-Sim. De acordo com a lista de reis, Sargão da Acádia era seu copeiro. |
| Zimudar                                                        | 30 anos            |                                                                                      |
| Ussiuatar                                                      | 7 anos             | Filho de Zimudar                                                                     |
| Estarmuti                                                      | 11 anos            |                                                                                      |
| Ismesamas                                                      | 11 anos            | Filho de Isul.                                                                       |
| Su-ilisu                                                       | 15 anos            |                                                                                      |
| Nania, o joalheiro                                             | 7 anos             |                                                                                      |
| Então Quis foi derrotado e a realeza passou a Unugue (Uruque). |                    |                                                                                      |

#### Terceira dinastia deUruque
| Rei          | Duração de reinado                               | Comentários |
| ------------ | ------------------------------------------------ | --- |
| Lugalzaguesi | 25 anos (2 375 – 2 350 a.C. na cronologia curta) | Diz ter derrubado Urucaguina de Lagas, e logo em seguida Quis e outras cidades sumérias. Logo foi derrotado por Sargão da Acádia. |

#### Dinastia acádia
| Rei                                                              | Duração de reinado | Comentários |
| ---------------------------------------------------------------- | ------------------ | --- |
| Sargão                                                           | 56 anos            | "Cujo pai era jardineiro, ou copeiro de Urzababa, rei da Acádia, que construiu a cidade". Derrotou a Lugalzaguesi, tomando toda a Suméria e dando o início ao Império Acádio. |
| Rimus                                                            | 9 anos             | Filho de Sargão. |
| Manistusu                                                        | 15 anos            | Irmão de Rimus. |
| Narã-Sim                                                         | 56 anos            | Filho de Manistusu |
| Sarcalisarri                                                     | 25 anos            | Filho de Narã-Sim. |
| Interregno (Iguigui, Emi, Nanum e Elulu)                         | 3 anos             | |
| Dudu                                                             | 21 anos            | |
| Sudurul                                                          | 15 anos            | A Acádia cai para os gútios. |
| Então Acádia foi derrotada e a realeza passou a Unugue (Uruque). |                    | |

#### Quarta dinastia deUruque
Provavelmente governaram a Baixa Mesopotâmia simultaneamente com a dinastia sargônica
| Rei                                                                            | Duração de reinado | Comentários |
| ------------------------------------------------------------------------------ | ------------------ | ----------- |
| Ur-Ninguim                                                                     | 7 anos             |             |
| Ur-Guiguir                                                                     | 6 anos             |             |
| Cuda                                                                           | 6 anos             |             |
| Puzurili                                                                       | 5 anos             |             |
| Ur-Utu                                                                         | 25 anos            |             |
| Então Unugue (Uruque) foi derrotada e a realeza passou ao exército dos Gútios. |                    |             |

#### Período Gútio
| Rei | Duração de reinado | Comentários                                 |
| --- | ------------------ | ------------------------------------------- |
| No exército dos gútios, os primeiros reis não foram conhecidos; tinham reis próprios que governavam por três anos |                    |                                             |
| Inquisus | 6 anos             |                                             |
| Zarlagabe | 6 anos             |                                             |
| Sulme (ou Iarlagaxe)                                                                                              | 6 anos             |                                             |
| Silulumés (ou Sillulu)                                                                                            | 6 anos             |                                             |
| Inimabaques (ou Duga)                                                                                             | 5 anos             |                                             |
| Iguesaus (ou Iluã)                                                                                                | 6 anos             |                                             |
| Iarlagabe | 3 anos             |                                             |
| Ibate | 3 anos             |                                             |
| Iarla | 3 anos             |                                             |
| Curum | 1 ano              |                                             |
| Apilquim | 3 anos             |                                             |
| Laerabum | 2 anos             | Inscrição de cabeça de maça.                |
| Irarum | 2 anos             |                                             |
| Ibranum | 1 ano              |                                             |
| Hablum | 2 anos             |                                             |
| Puzur-Sim | 7 anos             | Filho de Hablum                             |
| Iarlaganda | 7 anos             | Inscrição de fundação em Uma                |
| Desconhecido | 7 anos             | Sium ou Siu? - Inscrição de fundação em Uma |
| Tirigã | 40 dias            | Derrotado por Utuegal de Uruque.            |
| Então o exército dos Gútios foi derrotado e a realeza levada para Unugue (Uruque).                                |                    |                                             |

#### Quinta dinastia deUruque
| Rei     | Duração de reinado                           | Comentários                                                         |
| ------- | -------------------------------------------- | ------------------------------------------------------------------- |
| Utuegal | Datas conflitantes (427 anos/26 anos/7 anos) | Derrotou Tirigã e os gútios, e nomeia Ur-Namu como governador de Ur |

#### Terceira dinastia de Ur
"Renascimento Sumério"
- Ur-Namu de Urim: 18 anos governa até 2111 a.C. – 2094 a.C. na cronologia mínima
- Sulgi:46 anos governa até 2093 a.C. – 2046 a.C. na cronologia mínima
- Amar-Sim de Urim: 9 anos até 2045 - 2037 a.C.
- Su-Sim de Urim: 9 anos até 2036 - 2028 a.C.
- Ibi-Sim de Urim: 24 anos até 2027 - 2003 a.C.

"Então Urim (Ur) foi derrotada e a realeza passou a Isim"

#### Dinastia deIsim
Estado amorita independente da Baixa Mesopotâmia. A dinastia termina em 1730 a.C. na cronologia mínima.
- Isbi-Erra: vencedor de Ibi-Sim reinou 33 anos até 2017 - 1985 a.C.
- Su-ilisu: 20 anos
- Idindagã: 20 anos
- Ismedagã: 20 anos
- Lipite-Istar: reinou 11 anos até 1934 - 1924. Elaborou um código de leis.
- Ur-Ninurta (filho de Iscur): 28 anos. Com ele termina o predomínio.
- Bur-Sim: 5 anos
- Lipite-Enlil: 5 anos
- Erra-Imiti: 8 anos
- Enlil-Bani: 24 anos
- Zambia: 3 anos
- Iter-Pisa: 4 anos
- Urdulcuga: 4 anos
- Sim-Magir: 23 anos

"São 11 cidades onde a realeza foi exercida. Um total de 134 reis que em conjunto reinaram mais de 28.876 anos".